# 河內圖

一個的河內圖

在图论和娛樂數學，河內圖是一種無向圖，它的頂點代表河內塔謎題的可能狀態，而它的邊代表兩個狀態間，可行的移動。

## 建構

一個的河內圖 (黑色圓圈) 由楊輝三角形推得

此謎題包含一堆不同大小的圓盤，放置杆上的圓盤，依照愈下面愈大的順序。謎題對應{\displaystyle n}圓盤在{\displaystyle k}根杆上的河內圖，記做{\displaystyle H_{k}^{n}}。每一個狀態表示每一個杆子上的圓盤，所以每一個河內圖有{\displaystyle k^{n}}頂點。